# Francesco Caprile
Francesco Caprile (Chiavari, 1º gennaio 1912 – Mar Jonio, 11 luglio 1943) è stato un ufficiale sommergibilista della Regia Marina deceduto durante la seconda guerra mondiale.
È ricordato per il suo comando del regio sommergibile Flutto, su cui morì nel grado di tenente di vascello.

## Biografia
Francesco Caprile nacque a Chiavari il 1º gennaio 1912. Il fratello Flavio (nato a La Spezia il 12 maggio 1919), guardiamarina e ufficiale di rotta a bordo della torpediniera Ardente, morì il 12 gennaio 1943, nell'affondamento dell'unità per collisione nelle acque di Palermo.
Uscì dalla R. Accademia di Livorno quale guardiamarina il 20 febbraio 1935. 
Ottenne quindi i gradi di sottotenente di vascello nel 1939 e di tenente di vascello nel 1941.
Fu ufficiale di rotta del sommergibile Benedetto Brin in Mar Rosso ed Atlantico nel 1939-41.
Ebbe il comando dei sommergibili Ametista a Lero in Egeo (7 luglio 1942 - 15 marzo 1943) ed Antonio Bajamonti nel Tirreno (15 aprile - 21 giugno 1943).
Assunse quindi, appena entrato in servizio, nel giugno 1943, il comando del sommergibile Flutto, curandone l'addestramento finale dell'equipaggio. 
Partecipò alla sua prima e ultima missione operativa di guerra. Il 10 luglio 1943, alla notizia dell'invasione della Sicilia, parte da Bonifacio con il Flutto per portarsi nelle acque di Augusta, dove fu in atto lo sbarco inglese.
Alle ore 17 dell'11 luglio fu visto transitare lo stretto di Messina. Fu però intercettato nel corso della stessa serata, verso le 21:30, al largo di Catania, dalle motosiluranti britanniche MTB 640, MTB 651 e MTB 670, che si trovavano in quelle acque proprio con funzioni protettive antisommergibile.
Ne era seguito un violento combattimento in superficie: le unità britanniche avevano bersagliato il sommergibile con il lancio di siluri, il fuoco delle proprie mitragliere ed il lancio di bombe di profondità; il Flutto, prima di scomparire per sempre, aveva risposto al fuoco con l’intenso tiro delle mitragliere, che avevano ucciso o ferito ben 17 uomini tra gli equipaggi delle tre motosiluranti, soprattutto sulle MTB 640 e 651.